# عبد الله بن عبد الرحمن الحصين
عبد الله بن عبد الرحمن الحصين هو وزير المياه والكهرباء السعودي السابق.

## مؤهلاته العلمية
- بكالوريس: هندسة كهربائية
- بكالوريس: رياضيات جامعة ولاية أرجون، كورفالس، الولايات المتحدة
- ماجستير : علوم كومبيوتر من معهد جورجيا للتكنولوجيا أتلانتا، الولايات المتحدة

## مناصبه
- (1974 م-1977 م) محاضر بجامعة الملك سعود.
- (1977 م-1980 م) مدير إدارة الحاسب الآلي في الهيئة السعودية للمياه.
- (1980 م-1984 م) مدير إدارة التشغيل والصيانة في الهيئة السعودية للمياه.
- (1985 م-2001 م) نائب المحافظ للتشغيل والصيانة في الهيئة السعودية للمياه.
- (2001 م-2003 م) محافظ الهيئة السعودية للمياه.
- (2003 م-2004 م) نائب وزير المياه والكهرباء.
- (2004 م- إلى 2016) وزيراً للمياه والكهرباء في تاريخ : 14/4/2004 م

## وصلة خارجية
https://web.archive.org/20090310032247/www.nwc.com.sa/ar/Abdullah-bin-abdul-rehman-a.aspx